# Гідроабразивне різання

Схема гідроабразивного різання. 1 — Подача води під високим тиском. 2 — Сопло. 3 — Абразив. 4 — змішувач. 5 — Кожух. 6 — струмінь води з абразивом. 7 — Матеріал, що розрізається.

Гідроабразивне різання — вид механічної обробки матеріалу різанням, де як ріжучий інструмент використовується струмінь води з домішками абразивних часток, або без них.